# Сент-Пол (Арканзас)
Сент-Пол (англ. St. Paul) — місто (англ. town) в США, в окрузі Медісон штату Арканзас. Населення — 111 особа (2020).

## Географія
Сент-Пол розташований на висоті 462 метра над рівнем моря за координатами 35°49′36″ пн. ш. 93°46′2″ зх. д. / 35.82667° пн. ш. 93.76722° зх. д. (35.826802, -93.767303).  За даними Бюро перепису населення США в 2010 році місто мало площу 0,70 км², з яких 0,70 км² — суходіл та 0,00 км² — водойми.

## Демографія
Згідно з переписом 2010 року, у місті мешкало 113 осіб у 52 домогосподарствах у складі 29 родин. Густота населення становила 162 особи/км².  Було 70 помешкань (100/км²). 
Расовий склад населення:
| - 99,1 % — білих |

До двох чи більше рас належало 0,9 %. Іспаномовні складали 0,9 % від усіх жителів.
За віковим діапазоном населення розподілялося таким чином: 16,8 % — особи молодші 18 років, 59,3 % — особи у віці 18—64 років, 23,9 % — особи у віці 65 років та старші. Медіана віку мешканця становила 47,8 року. На 100 осіб жіночої статі у місті припадало 105,5 чоловіків;  на 100 жінок у віці від 18 років та старших — 100,0 чоловіків також старших 18 років.
Середній дохід на одне домашнє господарство  становив 36 089 доларів США (медіана — 31 750), а середній дохід на одну сім'ю — 44 369 доларів (медіана — 45 417). За межею бідності перебувало 18,9 % осіб, у тому числі 56,5 % дітей у віці до 18 років та 0,0 % осіб у віці 65 років та старших.
Цивільне працевлаштоване населення становило 33 особи. Основні галузі зайнятості: освіта, охорона здоров'я та соціальна допомога — 27,3 %, виробництво — 18,2 %, публічна адміністрація — 15,2 %.
За даними перепису населення 2000 року в Сент-Полі проживало 163 особи, 44 родини, налічувалося 70 домашніх господарств і 79 житлових будинків. Середня густота населення становила близько 232,9 людини на один квадратний кілометр. Расовий склад Сент-Пола за даними перепису був виключно білим. Іспаномовні склали 4,29 % від усіх жителів містечка.
З 70 домашніх господарств в 25,7 % — виховували дітей віком до 18 років, 50,0 % представляли собою подружні пари, які спільно проживали, в 10,0 % сімей жінки проживали без чоловіків, 37,1 % не мали сімей. 28,6 % від загального числа сімей на момент перепису жили самостійно, при цьому 18,6 % склали самотні літні люди у віці 65 років та старше. Середній розмір домашнього господарства склав 2,33 особи, а середній розмір родини — 2,95 особи.
Населення містечка за віковим діапазоном за даними перепису 2000 року розподілилося таким чином: 22,1 % — жителі молодше 18 років, 7,4 % — між 18 і 24 роками, 27,0 % — від 25 до 44 років, 26,4 % — від 45 до 64 років і 17,2 % — у віці 65 років та старше. Середній вік мешканця склав 40 років. На кожні 100 жінок в Сент-Полі припадало 94,0 чоловіків, у віці від 18 років та старше — 104,8 чоловіків також старше 18 років.
Середній дохід на одне домашнє господарство в містечкі склав 25 625 доларів США, а середній дохід на одну сім'ю — 26 250 доларів. При цьому чоловіки мали середній дохід в 18 958 доларів США на рік проти 15 500 доларів середньорічного доходу у жінок. Дохід на душу населення в містечкі склав 11 865 доларів на рік. 12,5 % від усього числа сімей в населеному пункті і 16,9 % від усієї чисельності населення перебувало на момент перепису населення за межею бідності, при цьому 32,4 % з них були молодші 18 років і 12,5 % — у віці 65 років та старше.